# چراغ‌کوسه کارائیبی
چراغ‌کوسه کارائیبی (نام علمی: Etmopterus hillianus) نام یک گونه از راسته خاردارکوسه‌سانان است.